# Polgárdi járás
A Polgárdi járás Fejér vármegyéhez tartozó járás volt Magyarországon 2013. január 1-től 2014 végéig. Székhelye Polgárdi volt. Területe 294,94 km², népessége 19 903 fő, népsűrűsége 67 fő/km² volt a 2012. évi adatok szerint. Egy város, 1 nagyközség és 7 község tartozott hozzá.
A Polgárdi járás a 2013-ban újonnan létrehozott járások közé tartozott, a járások 1983-as megszüntetése előtt nem létezett. Polgárdi 2012-ig soha nem töltött be járási vagy kistérségi központi szerepet.
2014. december 31-ével megszűnt a Polgárdi járás, és az érintett Kisláng, Lepsény, Mátyásdomb, Mezőszentgyörgy települések az Enyingi járáshoz, míg Füle, Jenő, Kőszárhegy, Nádasdladány valamint Polgárdi a Székesfehérvári járáshoz kerültek át.

## Települései
| Település       | Rang (2013. július 15.) | Kistérség (2012. december 31.) | Népesség (2012. január 1.) | Terület (km²) | Új járás (2015. január 1.) |
| --------------- | ----------------------- | ------------------------------ | -------------------------- | ------------- | -------------------------- |
| Polgárdi        | járásszékhely város     | Székesfehérvári                | 6 964                      | 72,16         | Székesfehérvári            |
| Lepsény         | nagyközség              | Enyingi                        | 3 029                      | 39,08         | Enyingi                    |
| Füle            | község                  | Székesfehérvári                | 834                        | 30,32         | Székesfehérvári            |
| Jenő            | község                  | Székesfehérvári                | 1 329                      | 5,56          | Székesfehérvári            |
| Kisláng         | község                  | Enyingi                        | 2 346                      | 53,06         | Enyingi                    |
| Kőszárhegy      | község                  | Székesfehérvári                | 1 620                      | 5,9           | Székesfehérvári            |
| Mátyásdomb      | község                  | Enyingi                        | 723                        | 35,39         | Enyingi                    |
| Mezőszentgyörgy | község                  | Enyingi                        | 1 309                      | 27,12         | Enyingi                    |
| Nádasdladány    | község                  | Székesfehérvári                | 1 749                      | 26,35         | Székesfehérvári            |